# Dependent personlighedsforstyrrelse
|  | Flytteforslag Denne side er foreslået flyttet til Dependent personlighedsstruktur. Klik her for at se flytteforslaget. |

Dependent personlighedsforstyrrelse er en mental forstyrrelse, der præges af, at man er meget afhængig af andre mennesker og utilbøjelig til selv at træffe beslutninger. Man har ikke lyst til at stille nogen krav til personerne, fordi man er afhængig og man føler sig hjælpeløs, når man er alene, fordi man er bange for ikke at kunne klare sig selv. Det menes at 1-3 % opfylder kriterierne for at have en dependent personlighedsforstyrrelse som hyppigst er set blandt kvinder. 

## Symptomer
- Man har svært ved at træffe selvstændige beslutninger
- Man har en tendens til at underordne sig andre mennesker
- Personen har svært ved at stille krav til andre mennesker, som man er afhængig af
- Vedkommende føler sig hjælpeløs, når man er alene
- Man er bange for, at man ikke kan klare sig selv
- Personen er bange for, at man skal blive forladt
- Har svært ved at træffe almindelige dagligdags beslutninger uden, at man får støtte fra andre.

## Årsager til dependent personlighedsforstyrrelse
Ifølge udviklingspsykologiens teorier skyldes en dependent personlighedsforstyrrelse, at der opstår problemer i den tidlige psykologiske udvikling. Ifølge Freuds teori er man i de første 18 måneder af sit liv i den "orale fase" dvs. man er meget afhængig af sine forældre, som man er tæt forbundet med. Hvis man ikke kommer godt igennem denne fase, ifølge teorien, vil man have brug for, at andre bestemmer over en resten af livet ligesom ens forældre gjorde.

## Behandling
Psykoterapi: Hvis man går i psykoterapi på grund af personlighedsforstyrrelsen, kan man få et indblik i grunden til, hvorfor man foretrækker at lade andre bestemme over en selv. Når man forstår hvorfor, kan man med tiden vænne sig til at finde andre og bedre løsninger.
Medicin: Medicin har ingen effekt på personlighedsforstyrrelser, men hvis man har en periode med angst eller depression, kan antidepressiv medicin være til gavn.